# Olimpijski stadion Atatürk
Olimpijski stadion Atatürk (turski: Atatürk Olimpiyat Stadı) je olimpijski stadion u İkitelliju, zapadnom predgrađu Istanbula i najveći je stadion u Turskoj. Stadion je dobio ime po prvom turskom predsjedniku Mustafi Kemalu Atatürku. Izgradnja stadiona je počela 1999. godine, a završena je 2002. godine. Stadion je sagrađen zbog Turske kandidature za Olimpijske igre, a izgradnja oko je koštala 350 milijuna eura.
Sa svojim kapacitetom od 75.486 sjedala i s limpijskim izgledom, nagrađen je s UEFA-inom nagradom od "sportskog kompleksa sa 5-zvjezdica" 2004. godine, što mu je dopuštalo da bude stadion domaćin finala UEFA Lige prvaka. Finale UEFA Lige prvaka 2005., između A.C. Milana i Liverpoola F.C. je igrana 25. svibnja 2005. na Olimpijskom stadionu Atatürk. Stadion je također prihvatio IAAF i MOO kao prvoklasno igralište s travom i atletskom stazom, pa je i stadion bio domaćin nekoliko europskih atletskih natjecanja. 
Galatasaray S.K. je igrao svoje domaće utakmice na Olimpijskom stadionu Atatürk, u nogometnoj sezoni 2003./2004., zbog renovacije njihovog pravog domaćeg stadiona Ali Sami Yen, što je kritizirano od strane ostalih nogometnih klubova. Galatasaray se u sezoni 2004./2005. vratio na Ali Sami Yen, ali je nekoliko utakmica UEFA Lige prvaka 2006./07. igrao na Olimpijskom stadionu Atatürk. Sivasspor je također igrao nekoliko utakmica Süper Lige na Atatürku zbog loših vremenskih prilika na njihovom pravom domaćem stadionu.

## Renovacija
Od 2002. do 2005. godine, stadion je imao kapacitet od 80.597 sjedala. Kasnije je smanjen na 75.486 uklanjanjem sjedala s kojih se nije mogao vidjeti cjelokupan teren, zbog finala UEFA Lige prvaka 2005. između talijanskog AC Milana i engleskog Liverpoola FC (3:3pr., 2:3p).

## Rekordi

### Gledanost
| # | Gledanost | Datum       | Utakmica                                    |
| - | --------- | ----------- | ------------------------------------------- |
| 1 | 79.4141   | 31.07.2002. | Galatasaray S.K. - Olympiacos CFP           |
| 2 | 71.334    | 27.09.2003. | Galatasaray S.K. - Fenerbahçe SK            |
| 3 | 70.858    | 12.09.2006. | Galatasaray S.K. - FC Girondins de Bordeaux |
| 4 | 70.024    | 25.05.2005. | AC Milan - Liverpool FC                     |
| 5 | 66.300    | 30.08.2003. | Galatasaray S.K. - PFK CSKA Moskva          |
| 6 | 62.620    | 09.08.2003. | Galatasaray S.K. - Diyarbakırspor           |

Bilješke: 

1Uvodna utakmica između Galatasaraya i Olympiacosa je također bila rekord za najveću posjećenost nogometne utakmice u Turskoj.

## Vanjske poveznice
- Službena stranica (tur.)(engl.)(njem.)
- Satelitske snimke Olimpijskog stadiona Atatürk
- Fotografije Olimpijskog stadiona Atatürk  Arhivirana inačica izvorne stranice od 24. kolovoza 2011. (Wayback Machine)

| Prethodnik:      | Domaćin finala UEFA Lige prvaka 2005. | Nasljednik:     |
| AufSchalke Arena | Domaćin finala UEFA Lige prvaka 2005. | Stade de France |